# Augustin Lazăr
Augustin Lazăr (n. 25 octombrie 1956, Rădești, Alba, România) este un profesor universitar și autor de publicații juridice, fost procuror general al Parchetului de pe lângă Înalta Curte de Casație și Justiție din 28 aprilie 2016 până pe 27 aprilie 2019.
A avut contribuții de lege ferenda, în fondarea structurilor românești de combatere a corupției și a criminalității organizate, precum și a celor de protejare a patrimoniului cultural și natural al României. Proiectul său managerial  a generat o strategie dinamică a modernizării Ministerului Public, întemeiată pe cunoașterea și promovarea valorilor culturii instituționale europene.
În calitate de magistrat a coordonat investigații complexe în domeniul corupției și criminalității organizate, precum și repatrierea unor tezaure istorice sustrase, aparținând patrimoniului cultural național. De la nivelul demnității de procuror general al Parchetului de pe lângă Înalta Curte de Casație și Justiție a promovat reforma justiției în spiritul valorilor europene, a condus Ministerul Public din România în proiecte prioritare de combatere a corupției, conflictelor de interese, a infracțiunilor de spălare a banilor, a infracțiunilor de mediu.ș.a.; a dezvoltat cooperarea judiciară internațională, participând activ la Forumul procurorilor generali din Uniunea Europeană și la proiectul de înființare a Parchetului European. Ca reprezentant al României, a organizat și a participat la conferințe internaționale privind lupta împotriva corupției, a criminalității în mediul afacerilor, a infracțiunilor contra patrimoniului cultural și natural etc.

## Studii
În anul 1981 a absolvit Facultatea de Drept a Universității „Babeș-Bolyai” din Cluj-Napoca, iar în anii 1990 a urmat cursuri și vizite de studii în state ale U.E. și S.U.A. În anul 2004 a devenit doctor în științe juridice al aceleiași universități, cu specializarea investigarea infracțiunilor din mediul afacerilor.

## Activitatea profesională
După absolvirea facultății a ocupat un post de avocat în Baroul Alba (1981 – februarie 1982). În perioada 1 martie 1982 – decembrie 1997, a fost succesiv procuror stagiar, apoi procuror criminalist la Procuratura Alba Iulia și Parchetul de pe lângă Tribunalul Alba Iulia. Din ianuarie 1998 până în august 1998 a îndeplinit funcția de procuror-șef secție la Parchetul de pe lângă Curtea de Apel Alba Iulia. În septembrie 1998 a fost numit în funcția de procuror-șef al Secției Anticorupție, Urmărire Penală și Criminalistică din cadrul Parchetului de pe lângă Curtea Supremă de Justiție, funcție deținută până la 28 februarie 2001. Între 1 martie 2001 și 31 decembrie 2012, Augustin Lazăr a deținut funcția de procuror general adjunct al Parchetului de pe lângă Curtea de Apel Alba Iulia, iar de la 1 ianuarie 2013 până la data de 27 aprilie 2016 a fost procuror general al aceluiași parchet.  

## Promovarea reformei justiției în spiritul valorilor europene
În calitate de procuror-șef secție a inițiat înființarea în cadrul Parchetului de pe lângă Curtea Supremă de Justiție a primelor structuri specializate de investigare a corupției și criminalității organizate: în anul 1998 a Secției Anticorupție, Urmărire Penală și Criminalistică, iar în anul 2000, a Secției de Combatere a Criminalității Organizate, din care s-au dezvoltat ulterior PNA, DNA și DIICOT. Pentru formarea și specializarea profesională a procurorilor a organizat programe și conferințe internaționale cu experți din sistemele judiciare avansate.

## Promovarea proiectelor prioritare ale Ministerului Public
1. Combaterea corupției, conflictelor de interese, a criminalității organizate
În calitate de procuror general de curte de apel, apoi al PÎCCJ, a condus unitățile Ministerului Public în proiecte prioritare de combatere a corupției, conflictelor de interese, a infracțiunilor de spălare a banilor etc. Are  contribuții la realizarea unei jurisprudențe uniforme în materia conflictelor de interese. A coordonat analizarea comparativă a doctrinei și jurisprudenței române și europene în materie de corupție și conflict de interese, organizând conferințe orientate spre schimbul de bune practici între structurile specializate ale Ministerului Public, Poliției Române, Agenției Naționale de Integritate . Ministerul Public din România a devenit, astfel, partener experimentat  și furnizor în schimbul de bune practici în materie de combatere a corupției și a criminalității organizate la nivel european.
2. Protejarea patrimoniului cultural și natural al României
Augustin Lazăr are contribuții la realizarea primei jurisprudențe naționale privind protecția patrimoniului cultural național, confirmată de Înalta Curte de Casație și Justiție. În context, sunt de remarcat: recuperarea și repatrierea unor tezaure antice, aparținând patrimoniului cultural național. Diseminarea expertizei prin publicarea primei metodologii investigative, culegeri de acte normative și jurisprudență, în domeniu, pentru uz universitar și pentru practicieni.

## Cazul „Tezaurelor dacice”
Începând din anul 2004, Augustin Lazăr a coordonat, circa 10 ani, cercetările efectuate de echipe de anchetă, a căror activitate a avut ca rezultat destructurarea unor rețele infracționale și reîntregirea patrimoniului cultural național. Investigațiile au fost finalizate cu identificarea și tragerea la răspundere penală a braconierilor, în cadrul unui mega-proces judiciar, repatrierea a 13 brățări dacice din aur (aproximativ 12,700 kg), autentificate de experți, precum și recuperarea unor tezaure monetare din aur Koson (circa 8,600 kg), pseudo-Lysimach etc., a unor scuturi regale dacice și altor artefacte sustrase din siturile arheologice, aparținând patrimoniului arheologic al României.
Repatrierea acestor tezaure a presupus o vastă activitate de asistență judiciară internațională. Extraordinara poveste a brățărilor dacice descoperite de braconieri în proximitatea cetății Sarmizegetusa, tranzacționate la casele de licitații și recuperate de autoritățile române, a devenit subiectul unui documentar, „The Hunt for Transylvanian Gold".

## Cazul „Tablelor de legi de la Troesmis”
În același context al contribuțiilor la protejarea patrimoniului cultural național, un alt caz coordonat de Augustin Lazăr a avut ca rezultat repatrierea în anul 2015 a tablelor de legi, sustrase în anul 2002, din situl cetății Troesmis. Cele două tabulae din bronz (în greutate de câte aproximativ 25 kg), scrise în limba latină, reprezintă legea municipală a unui oraș roman. Ele provin din situl municipiului roman Troesmis (Iglița, județul Tulcea) și au fost emise în timpul împăratului Marcus Aurelius (161-180 d.Hr.), reprezentând primul și cel mai important document scris aparținând istoriei vechi a României. Recuperarea artefactelor a fost subiectul documentarului postului național de televiziune TVR2, intitulat „Tablele de la Troesmis: Din mâinile hoților înapoi la muzeu”. 

## Protejarea drepturilor omului și a libertăților fundamentale în urmărirea penală
În anul 2017, Augustin Lazăr a înființat și coordonat în cadrul Ministerului Public, un grup de reflecțiune cu misiunea de a examina cazurile privind condamnările CEDO împotriva României, relevante pentru faza de urmărire penală. În vederea ridicării nivelului calității urmăririi penale și prevenirii condamnărilor a inițiat un proiect de formare profesională și specializare a magistraților procurori prin utilizarea experților în materia drepturilor și libertăților cetățenești . 
În anul 2018, în cadrul Ministerului Public, au fost organizate stagii de pregătire profesională pentru procurori (seminarii, conferințe și vizite de studiu ale procurorilor generali români la CEDO), a fost dezvoltat dialogul magistraților cu celelalte profesii juridice în materia respectării drepturilor omului și a libertăților fundamentale, beneficiind de contribuția judecătorului național la CEDO, doamna Iulia Antoanella Motoc, precum și a altor judecători CEDO, care au participat la aceste activități, atât la Strasbourg, cât și în România.

## Contribuții în cooperarea internațională și reglementarea instituției Parchetului European
În calitate de procuror general, profesor și expert european Augustin Lazăr are rol activ în deschiderea Ministerului Public spre cooperarea internațională , europeană  și regională , precum și în problematica studierii reglementării instituției Parchetului European (PE), a regulilor model de procedură penală ale Uniunii  Europene. A participat la proiectul de cercetare privind PE, precum și la dezbaterile mai multor conferințe europene, între care Reuniunea raportorilor naționali și Conferința practicienilor și experților  europeni pe tema „Procurorul European; Reguli Model de Procedură  Penală ale Uniunii Europene”, organizată de Universitatea din Luxemburg, la 13 -15 iunie 2012.
A preluat și promovat activ ideea Parchetului European, inspirată din instituția Ministerului Public Internațional, propusă de juristul român Vespasian V. Pella, profesor la Universitatea București, care a aruncat “scânteia creatoare” în anul 1925. (Jean Graven, președintele Asociației Internaționale de Drept Penal). Astfel, în anul 2016, împreună cu alți procurori generali din UE, Augustin Lazăr a publicat o scrisoare, susținând necesitatea înființării instituției Parchetului European – studiată anterior timp de 20 de ani  –,  prin „cooperarea consolidată", respectiv acordul a cel puțin nouă state membre. După aprobarea de către Parlamentul European, regulamentul a fost adoptat de Consiliul JAI în ședința din 12 octombrie 2017, România fiind unul din cele 20 de state fondatore. La 3 nov. 2017 a organizat împreună cu Dl. Jean-Claude Marin, procuror general al Curții de Casație din Franța, la Universitatea din București, Conferința cu tema Parchetul European, consacrată analizei modului de implementare a instituției..
În 25 ianuarie 2019, procurorul general al României, Augustin Lazăr, a participat, în calitate de invitat de onoare al președintelui Guido Raimondi, la seminarul CEDO „Întărirea încrederii în justiție”, prezentând studiul cu tema „Încrederea în autoritățile judiciare în contextul judiciarizării vieții publice”, fiind primul procuror general al României care a susținut o intervenție la seminarul anual al Curții Europene de la Strasbourg.
La a X-a Reuniune a Forumului Consultativ al Procurorilor Generali  din Statele Membre UE, desfășurată în perioada 15-16 mai 2018, la ședința Curții de Casație din Paris, a prezidat secțiunea „Instrumente de cooperare judiciară internațională” și a prezentat contribuția României în materia cooperării judiciare internaționale pentru recuperarea bunurilor aparținând patrimoniului cultural național și european. Sesiunea a fost dedicată Anului  european 2018 al protecției patrimoniului cultural, declarat de Comisia Europeană.
La invitația organizatorului, UNESCO,  în calitate de procuror general al Parchetului de pe lângă Înalta Curte de Casație și Justiție (PÎCCJ), a susținut, în data de 28 noiembrie 2018, în cadrul workshop-ului “Judiciarizarea traficului ilicit de bunuri culturale”, prezentarea cu tema “Instrumente moderne de cooperare judiciară internațională în domeniul recuperării bunurilor culturale, a produselor criminalității în UE - Experiența românească”. A fost trecută în revistă cooperarea judiciară internațională modernă în materie, s-au prezentat studii ale unor cazuri privind anchete desfășurate cu succes în România în domeniul recuperării bunurilor din patrimoniul cultural național și UNESCO, care au implicat cooperarea în materie penală între autoritățile judiciare a diferite state. S-au analizat modurile în care au fost sustrase bunurile culturale din site-urile arheologice, contextele arheologice în care s-au comis faptele, distrugerile aduse, modalitățile în care s-au realizat spălările sumelor de banilor obținuți, operațiunile de export al artefactelor, fragmentarea obiectelor arheologice în vederea imposibilității restaurării, a disimulărilor la vamă și introducerea lor în colecții private cu scopul atribuirii de origini legitime.

## Controverse între Ministerul Justiției și CSM
În anul 2018, ministrul justiției, Tudorel Toader, a făcut o evaluare a activității lui Augustin Lazăr în calitate de procuror general, în urma căreia a cerut președintelui Klaus Iohannis revocarea lui din funcție, invocând în raportul de evaluare probleme de comportament, comunicare publică și asumarea responsabilității, precum și raportat la atingerea obiectivelor propuse. 
Secția pentru procurori din cadrul Consiliului Superior al Magistraturii, fiind investită cu examinarea propunerii de revocare formulată de ministrul justiției Tudorel Toader, prin Hotărârea nr. 701 din 19 noiembrie 2018 , a avizat negativ această propunere arătând că raportul de evaluare al ministrului justiției ”nu respectă dispozițiile legale în vigoare, standardele internaționale și naționale în materia activității Ministerului Public și contravine direcției jurisprudențiale conturate atât de organismele internaționale, cât și de Curtea Constituțională a României”.

## Principalele lucrări publicate
- Ancheta antifraudă în mediul afacerilor, Ed. Lumina Lex, București (ed. 2004, 2008);https://www.academia.edu/42022324/Ancheta_antifraud%C4%83_%C3%AEn_mediul_afacerilor_-_edi%C8%9Bia_a_II-a
- Corpus Juris Patrimonii, Ed. Lumina Lex, București ( ed. 2005, 2007, coautor); https://www.academia.edu/42022378/Corpus_Juris_Patrimonii
- Manual de anchetă în mediul economico- financiar, PÎCCJ, București, 2009 (coautor);
- Combaterea criminalității c/a patrimoniului arheologic european, Ed. Lumina Lex, București, 2008, (coautor); https://www.academia.edu/42022409/Combaterea_criminalit%C4%83%C8%9Bii_contra_patrimonului_arheologic_european_Combating_the_criminality_against_the_European_archaeological_heritage
- Combaterea criminalității c/a patrimoniului cultural european, Ed. Mega, Cluj-Napoca, 2009 (coautor); https://www.academia.edu/42022506/COMBATEREA_CRIMINALIT%C4%82%C5%A2II_CONTRA_PATRIMONIULUI_CULTURAL_EUROPEAN_II_COMBATING_THE_CRIMINALITY_AGAINST_THE_EUROPEAN_CULTURAL_HERITAGE
- Combaterea traficului cu bunuri culturale, Ed. Universul Juridic, București, 2013 (coautor); https://www.academia.edu/42022590/COMBATEREA_TRAFICULUI_CU_BUNURI_CULTURALE_-RECUPERAREA_TRECUTULUI_-_FIGHTING_THE_TRAFFICKING_IN_CULTURAL_GOODS
- Toward a Prosecutor for the European Union, Hard Publishing House, Oxford, 2013 (coautor capitol); https://www.academia.edu/42033216/Augustin_Lazar_Toward_a_Prosecutor_for_the_European_Union
- „Illicit Traffiking in Cultural Goods in South East Europe: Fiat Lux!”, în vol. Countering Illicit Traffic in Cultural Goods, The Global Challenge of Protecting the World’s Heritage, ICOM Paris, 2015; https://www.academia.edu/42022817/Illicit_Traffiking_in_Cultural_Goods_in_South_East_Europe_Fiat_Lux
- Apărarea mediului și a fondului forestier prin dreptul penal, Ed. Academiei Române și Ed. Universul Juridic din București, 2016 (coordonator); https://www.academia.edu/42033311/AP%C4%82RAREA_MEDIULUI_%C5%9EI_A_FONDULUI_FORESTIER_PRIN_DREPTUL_PENAL
- Ministerul Public – istorie și perspective, Ed. Universul Juridic, București, 2017 (coordonator); https://www.academia.edu/42033847/Ministerul_Public_istorie_%C8%99i_perspective
- Conflictul de interese. Teorie și jurisprudență. Studii de drept comparat, Editura Universul Juridic, București (edițiile 2016, 2017). https://www.academia.edu/42024006/The_conflict_of_interests_Theory_and_case_law_-comparative_law_studies
- Procurorul european – retrospectiva cercetării științifice premergătoare propunerilor comisiei europene, revista Pro Lege nr. 4/2016. https://www.academia.edu/42033779/PROCURORUL_EUROPEAN_RETROSPECTIVA_CERCET%C4%82RII_%C8%98TIIN%C8%9AIFICE_PREMERG%C4%82TOARE_PROPUNERILOR_COMISIEI_EUROPENE

## Activitate didactică
Din anul 1993, lector, conferențiar universitar, iar din anul 2009 profesor de științe penale la Universitatea „1 decembrie 1918” din Alba Iulia.

## Apartenența la asociații profesionale
Membru în Societatea Română de Criminologie și Criminalistică; Asociația Procurorilor din România; Assoc „Amici dell’Accademia di Romania in Roma”.

## Premii, decorații, onoruri
- Ordinul Național „Serviciul Credincios” în gradul de Ofițer, Decretul nr. 528/1 decembrie 2000 al Președintelui României;
- United States Department of Justice Apreciation, for activity in The Office of  Overseas Prosecutorial Development, Assistance and Training Program, 2001;
- Diploma „Meritul judiciar” clasa a II-a acordată prin Decretul nr. 23/28 iunie 2002 al Președintelui României;
- Certificate of Award, Who is Who World Society Corp., Enciclopedia Personalităților din România, 6 decembrie 2011;
- Honorary Member of European Lawyers Union, Luxembourg, 2016.

## Viața de familie
Este căsătorit și are doi copii.